# Библиография за Васил Левски
Тази страница е непълна библиография, посветена на Васил Левски.

## Документално наследство
- Личният бележник (джобното тефтерче) на Васил Левски. Увод, разчитане, обяснителни бележки, справочен апарат, съставители: Кирила Възвъзова-Каратеодорова, Здравка Нонева, Виктория Тилева, Национална библиотека „Свети Свети Кирил и Методий“, Ръкописно-документален център, Издателство „Наука и изкуство“ С., 1987,
- Тефтерчето на Васил Левски – Национална библиотека, КНИГОИЗДАТЕЛСКА КЪЩА „ТРУД“, СОФИЯ, 2017
- Васил Левски, Документи, Том I, Документи, Издание на Общобългарски комитет „Васил Левски“ и Национална библиотека „Свети Свети Кирил и Методий“, С., 2000
- Васил Левски, Документи, Том II, Документи, Издание на Общобългарски комитет „Васил Левски“ и Национална библиотека „Свети Свети Кирил и Методий“, 2010
- Каталог „Колекция националноосвободително движение в Българско“, съставител РИМ-Ловеч, Издателство „Инфовижън“, Л., 2014
- Страшимиров, Д. Т. Васил Левски. Живот, дела, извори., том 1, С. „Изток-Запад“, 2014.
- Страшимиров, Д. Т. Васил Левски. Живот, дела, извори., том 2, С. „Изток-Запад“, 2015.

## Спомени, документи, сборници
- Васил Левски 1827 – 1873. колектив. С., 2012.
- Васил Левски. Био-библиография. Издание на НБКМ, Отдел „Специална и препоръчителна библиография“. С., 1987.

- Левски в спомените на съвременниците си. Сборник. С., 1973.
- Балабанов, М. При Мацини. – В: Летописи, г. I, бр. 10, С., 1 април 1900.
- Греков, М. Как ние освобождавахме България. T. I. С., 1990.
- Заимов, Ст. Миналото. Белетристични и исторически очерци из областта на българските движения от 1870 – 1877 година, т. 1 – 4. Пловдив, 1884 – 1888.
- Заимова, Кл. Нещо повече от спомени. Сп. Наше минало (Чирпан), бр. 26, ноември 2003, с. 2 – 11.
- Йонкова, Ст., Хр. Йонков. Васил Левски и българската национална революция. Документален фотоалбум. С., 1987.
- Караиванов, П. Васил Левски по спомени на Васил Караиванов. С., 1987.
- Каракостов, Ст. Васил Левски в спомените на съвременниците си. С., 1943.
- Касабов, Ив. Моите спомени от възраждането на България с революционни идеи. С., 1905.
- Луканов, Т. За Василя Левски. Мемоари, биографии, писма. С., 1984.
- Обретенов, Н. Спомени за българските въстания. С., 1983.
- Стоянов, 3. Записки по българските въстания. – В: Стоянов, 3. Съчинения в три тома. т. 1. С., 1965.
- Стоянов, 3. Имената на българските въстаници, които са посягали сами на живота си. – В: Стоянов, 3. Съчинения в три тома. т. 2. С., 1965.
- Стоянов, 3. Васил Левски – (Дяконът). Чърти из живота му. – В: Стоянов, 3. Съчинения в три тома. Биографии. Четите в България. т. 2. С., 1965.
- Симидов, Ф. Георги Икономов. – В: Сп. Поборник-опълченец. Русе, 1898 – 1899, кн. 12.
- Тулешков, К. Моето чиракуване в живота. Съст. Елена Налбантова, В. Търново, 1997.
- Цанов, Ил. Из записките ми. С., 2011.

## Художествена литература
- Вазов, Ив. Левски. – В: Вазов, Ив. Съчинения в четири тома. T. 1. Стихотворения. С., 1982.
- Вазов, Ив. Немили-недраги. – В: Вазов, Ив. Съчинения в четири тома. Т. 2. Повести и разкази. С., 1982.
- Вазов., Ив. Три разказа за Васил Левски. С., 2014.
- Дичев, Ст. За свободата. Роман, С., 1954.
- Дойчев, Л. Войводата и знаменосецът. Панайот Хитов и Васил Левски (очерк). С., 1963.
- Дойчев, Л. По пътеките на Апостола. Очерци. С., 1971.
- Дойчев, Л. Знаменосецът на свободата. Очерково-документално описание. С., 1973.
- Илиев, К. Великденско вино и Фракенщайн. С., 2013.
- Калчев, К. Васил Левски. С., 1954.
- Радков, Р. Всенародно бдение за Апостола. В. Търново, 2001.
- Ралин, Р. Аз съм Левски. Кинороман. Пловдив, 1994.
- Савчев, Г. Дякон Левски. Роман. С., 1933.
- Северняк, С. Аз съм Левски. С., 1974.
- Васил Левски – свободният преди освобождението. С., 1987.
- Стефанов, Д. Дякон Левски. Апостолът в Панагюрище. С., 1994.
- Стоянов, Хр. Другият Васил Левски. С., 2011.
- Хайтов, Н. Последните мигове и гробът на Васил Левски. Пловдив, 1985.
- Хайтов, Н. Гробът на Васил Левски. Второ преработено и допълнено издание. Пловдив, 1987.
- Хайтов, Н. Аферата с гроба на Васил Левски. С., 2002.
- Хайтов, Н. Кой и защо унищожи гроба на Васил Левски. С., 2001.
- Хайтов, Н. Бележки по тефтерчето на Васил Левски. С., 2007.
- Язова, Я. Левски. С., 1987.

## Научни публикации
- Аргатски, В. Васил Левски. Апостол на свободата. Велико Търново, 2007.
- Бакалов, Г. Бунт против Левски. С., 1938.
- Бакалов, Г. Васил Левски. С., 1934.
- Боянов, В. Левски и Ловеч. Неизяснени въпроси от революционната дейност на Апостола. С., 1995.
- Бурмов, Ал. Българското национално-революционно движение и българската емиграционна бургжоазия през 1867 – 1869 г. – В: Бурмов, Ал. Избрани произведения. T. II. С., 1974.
- Бурмов, Ал. Български революционен централен комитет (1868 – 1877). – В: Бурмов, Ал. Избрани произведения. T. III. С., 1976.
- Гайдаров, Н. Процесът срещу Васил Левски и революционната организация. С., 1987.
- Гандев, Хр. Васил Левски. Политически идеи и революционна дейност. С., 1946.
- Генчев, Н. Васил Левски. С., 1987.
- Генчев, Н. Васил Левский. С., 1982.
- Генчев, Н. Левски, революцията и бъдещият свят. С., 1973.
- Генчев, Н. Огромно национално и общочовешко богатство. – Във: Васил Левски. Документи. Т. 2, Автентичен текст, Исторически коментар, С., 2009.
- Гълъбов, Г. Обирът на хазната в Арабаконашкия проход през 1872 г. – В: Родина, № 4, 1940.
- Данов, Г., Хр. Георгиев. По стъпките на Левски. С., 1987.
- Дойнов, Д. Васил Левски. Апостола – човекът – съвременникът. – Във: Васил Левски 1837 – 1873. Албум, посветен на 175-годишнината от рождението на Васил Левски. С., 2012.
- Дойнов, Д. Левски пред съда на Портата и на историята. – В: Съдебният процес срещу Васил Левски 1872 – 1873 г. Исторически, юридически и международни аспекти. С., 2003.
- Дойчев, Л. Левски в светлина. Лични спомени и отзвуци от спомени. Извори за биография. С., 1943.
- Дойчев, Л. Сподвижници на Апостола. С., 1981 г.
- Дойчев, Л. Сподвижнички на Апостола. С., 1984 г.
- Дойчев, Л. Спомени за Левски. С., 1990 г.
- Жечев, Н. За един ръкописен сборник – песнопойка от 70-те години на XIX в. – В: Известия на института за българска литература, С., Т. 9, 1960.
- Златарева, Г. Васил Левски. Истини и заблуди. С., 2011.
- Иванов, В. Пътят на Васил Левски до бесилката. Пловдив, 1935.
- Каракостов, Ст. Левски в спомените на съвременниците си. Второ издание. С., 1987.
- Кацев-Бурски, Д. Дякон Игнатий Васил Иванов Левски. С., 1924.
- Кацев-Бурски, Д. Истината по предателството на Васил Левски. Курилски манастир, 1926.
- Кирилова, А. Комитетите от Голямоизворския окръжен център в материалното осигуряване на Вътрешната революционна организация. – В: Времето на Левски. Сборник статии. С., 2010. Кирилова, А. Финансовото състояние на касата на БРЦК през 1872 година. – В: Научни трудове на Пловдивския университет „Паисий Хилендарски“, 2006, T. 1, кн.1, История.
- Кирилова, А. Финансиране на българското националнореволюционно движение 1868 – 1875. С., 2007.
- Кирков, Г. Я. Васил Левски (Дяконът). Средец, 1882.
- Кондарев, Т. Васил Левски. Биография. С., 1946.
- Кръстев, Б., Приключи аферата с гроба на Васил Левски. С., 2015.
- Лалев, Ив. Васил Левски, Ловеч и Вътрешната революционна организация. В. Търново, 1996.
- Лалев, Ив. Мястото и ролята на Ловеч в структурите на ВРО. – В: Българско възраждане. Идеи Личности Събития. Годишник на Общобългарския комитет „Васил Левски“. Т. 13. С., 2011.
- Лалев, Ив. Отношенията между Левски и ловешките революционни дейци през втората половина на 1872 г. – В: Известия на Исторически музей – Ловеч. Т. 3. Ловеч, 1998.
- Маждракова-Чавдарова, О. Отново за познанството и за идейната близост на Христо Ботев и Васил Левски. – В: Българско възраждане. Идеи Събития Личности. Годишник на Общобългарския комитет „Васил Левски“. Т. 10. С., 2008.
- Митев, Пл. „Да се върви на бой, да не губим минута!“ (Размисли между отколешния спор „за и против“ идеята на Любен Каравелов от есента на 1872 г. за вдигане на въстание в Българско). – В: Времето на Левски. Сборник статии. С., 2010.
- Митев, Пл. Комитетското дело (1873 – 1874) – дискусионни въпроси. – В: Българско възраждане. Идеи Личности Събития. Годишник на Общобългарския комитет „Васил Левски“. T. 13. С., 2011.
- Митев, Пл. Организационно и идейно състояние на БРЦК през първата половина на 1873 г. – В: БРЦК в историческата съдба на българския народ. В. Търново, 2003.
- Митев, Пл. Революционерът и организаторът на Българския революционен комитет. – В: Българско възраждане. Идеи Личности Събития. Годишник на Общобългарския комитет „Васил Левски“. Т. 10. С., 2008.
- Москов, М. Васил Левски в Лясковец и убиването на Козлева. – В: Илюстрация Светлина, г. XXIX, кн. IV, 1921.
- Овчаров, Д., П. Вълев. Науката срещу агресивното невежество, С., 2013.
- Орманджиев, И. Васил Левски. Сто години от рождението му. С., 1937.
- Павлов, Пл. Левски – другото име на Свободата. С., 2017.
- Павловска, Цв. БРЦК в Българско – върховна институция на вътрешната революционна организация. – В: Българско възраждане. Идеи Личности Събития. Годишник на Общобългарския комитет „Васил Левски“. Т. 13. С., 2011.
- Павловска, Цв. Васил Левски и вътрешната революционна организация. С., 1993.
- Павловска, Цв. Вътрешната революционна организация през втората половина на 1872 г. и гибелта на Васил Левски. – В: По пътя на безсмъртието. От Къкрина до София. В. Търново, 1993.
- Панчовски, Д. Последните дни на Апостола. С., 1990.
- Панчовски, Д. Предателите на Васил Левски. С., 1996.
- Пауновски, Ив. Но защо? Дедективна проза. Ново за Христо Ботев. Факти и фалшификации. С., 1993.
- Родът на Васил Левски. Съставил Христо Икономов. Обработил и допълнил Надежда Петрова. – В: Апостолът. 174 години от рождението на В. Левски. 20 години комитет „В. Левски“ – Карлово. Юбилеен лист, 2011.
- Симеонова, М. Речник на езика на Васил Левски. С., 2003.
- Станев, Н. Васил Левски. Живот и апостолска дейност. С., 1923.
- Стоянов, Ив. Политически идеи на Тайния централен български Комитет. В. Търново, 2002.
- Стоянов, Ив. ТЦБК. Идеи и проекти. В. Търново, 2010.
- Стоянов, Мл. Масонството, българската революция и Левски. С., 2006.
- Страшимиров, Д. Т. Левски пред Къкринската голгота. История и критика. С., 1927.
- Страшимиров, Д. Т. История на Априлското въстание. T. I. Пловдив, 1907.
- Тодоракова, М. Основни проблеми при издирването и публикуването на документални извори за българската история от Цариградските архиви 1878 – 1944. – В: Известия на държавните архиви. Т.68, 1994.
- Тодорова, М. Живият архив на Васил Левски и създаването на един национален герой. С., 2009.
- Тончев. Т. Иван Драсов – един от първите ръководители на БРЦК в Ловеч. – В: Българско възраждане. Идеи Личности Събития.
- Годишник на Общобългарския комитет „Васил Левски“. Т. 13. С., 2011.
- Унджиев, Ив., Н. Кондарев. Васил Левски. Най-хубави страници от писмата му. С., 1956.
- Унджиев, Ив., Н. Кондарев. Свята и чиста република. С., 1987.
- Унджиев, Ив. Васил Левски. Биография. С., 2007.
- Цеков, Хр. Димитър Ценович. Касиерът на БРЦК. С., 2010.
- Шарова, Кр. БРЦК и процесът след арабаконашкото нападение 1872 – 1873. С., 2007.
- Шарова, Кр. Българското революционно движение 1872— 1874 г. през погледа на европейската дипломация. – В: Българското националнореволюционно движение 1868 – 1874. Чуждестранни документи. Т. 2, 1872 – 1874, С., 1992.
- Шарова, Кр. Кризисни явления в БРЦК през лятото и есента на 1872 г. – В: Исторически преглед. 1991, № 3.
- Шарова, Кр. Любен Каравелов и съдбата на архива на БРЦК. Слухове и факти. Ч. I. – В: Известия на държавните архиви, 1993, кн. 66.
- Шарова, Кр. С какви документи е разполагало турското следствие срещу Васил Левски и неговите сподвижници. – В: Левски пред съда на Портата. Процесът в София 1872 – 1873 г. в османо-турски, дипломатически документи и домашни извори. С., 2010.

- ((de)) Emersleben, Otto. Der Wind hat viele Namen.   Берлин, Evangelische Verlagsanstalt, 1985.